# Очеретня (Николаевская область)
Очеретня (укр. Очеретня) — село в Кривоозёрском районе Николаевской области Украины.
Основано в 1784 году. Население по переписи 2001 года составляло 846 человек. Почтовый индекс — 55111. Телефонный код — 5133. Занимает площадь 3,076 км².

## Местный совет
55111, Николаевская обл., Кривоозерский р-н, с. Очеретня, ул. Космонавтов, 24